# エスコリアルのタクティコン
エスコリアルのタクティコン (ギリシア語: Τακτικόν του Εσκοριάλ)またはイコノミデスのタクティコン (ギリシア語: Τακτικόν Οικονομίδη)は、970年代（971年から975年にかけて、もしくは975年から979年にかけて）のコンスタンティノープルでニコラオス・イコノミデスらにより編纂された、ビザンツ帝国の役職、爵位、称号の一覧である。様々な称号が掲載されている中には、アラブ・東ローマ戦争中の東方辺境の軍事司令官（ストラテゴス）や、司法官の役職も含まれている。